# Hywel Murrell
Kenneth Frank Hywel Jr Murrell (1908 – 21 gennaio 1984) è stato uno psicologo britannico, tra i primi ad occuparsi di studi sull'ergonomia.
Dipendente della Royal Navy britannica, Murrell iniziò a studiare le interazioni fra l'uomo e l'ambiente lavorativo per individuare le possibili cause di inefficienze e di stress per i lavoratori. Fra le principali novità introdotte da Murrell ci fu la creazione di gruppi di lavoro a cui partecipavano esponenti di discipline diverse
. Il 12 luglio 1949, durante una conferenza a Oxford per l'ammiragliato britannico utilizzò per la prima volta il termine ergonomico per definire il suo nuovo campo di studi. La sua teoria si basa su una frase specifica: "To fit the job to workers" (Adattare il lavoro all'uomo).